# Польша A и B

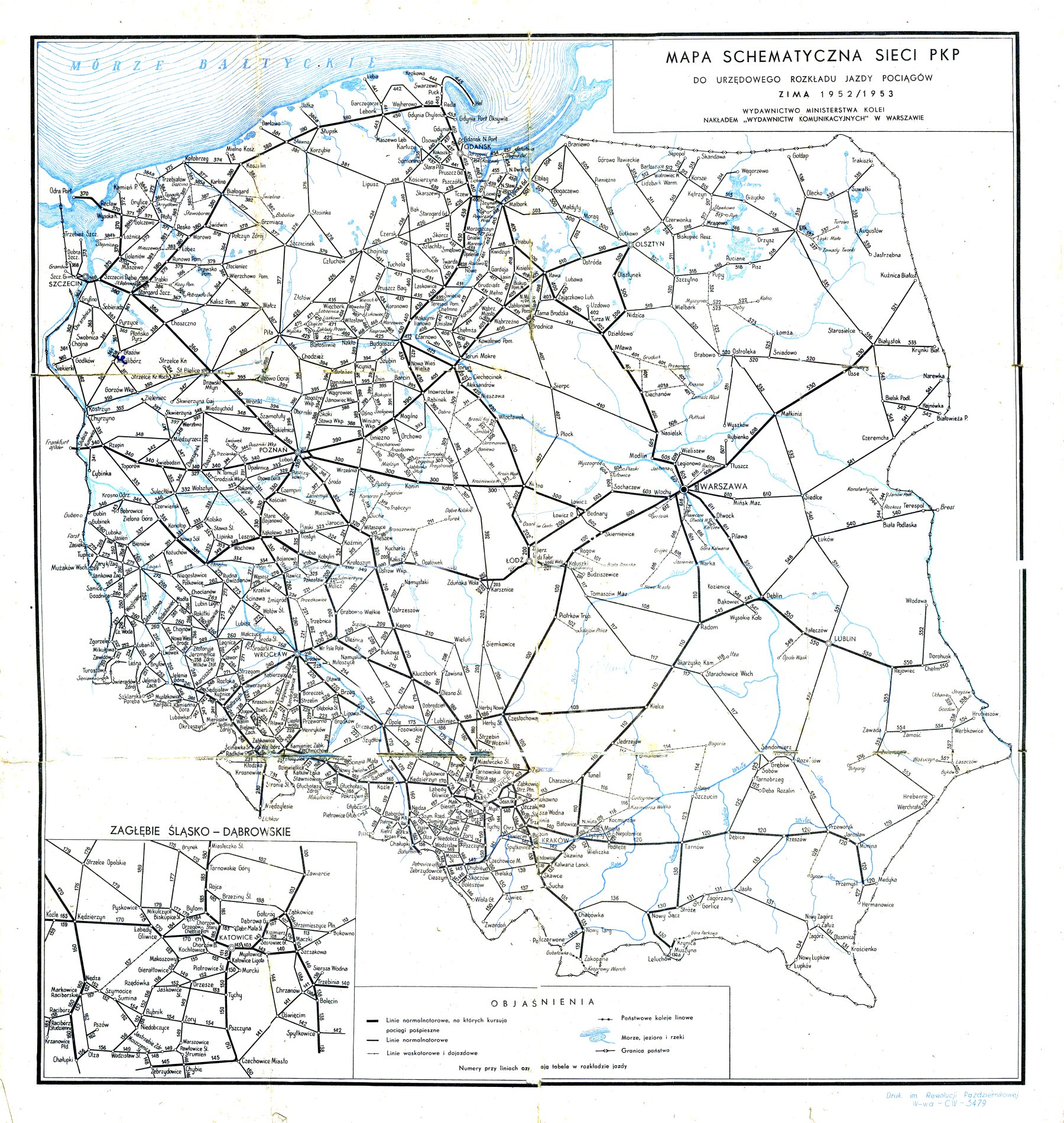
Железные дороги Польши в 1953 году. Более плотная сетка дорог на севере и западе страны соответствует территории, которая до II мировой войны была частью Германии, а не Польши.

Польша «А» и «Б» (пол. Polska "A" i "B") — феномен исторического, политического, культурного и экономического разделения Польши на две части: более развитую западную (Польша А) и уступающую ей в развитии восточную (Польша Б).
Кроме того, некоторые считают, что Польша Б более националистически настроена, религиозна и традиционна, а Польша А более космополитична и евроориентированна. Подобное разделение страны является неофициальным и довольно поверхностным, но тем не менее широко признано в Польше.

## Исторические предпосылки
Исторические корни раздела Польши на зоны А и Б усматриваются в различной политике, проводившейся в отношении польских земель державами, осуществившими Разделы Речи Посполитой. В частности, Пруссия развивала тяжёлую индустрию, а Россия сдерживала развитие Польши.

## Политические различия

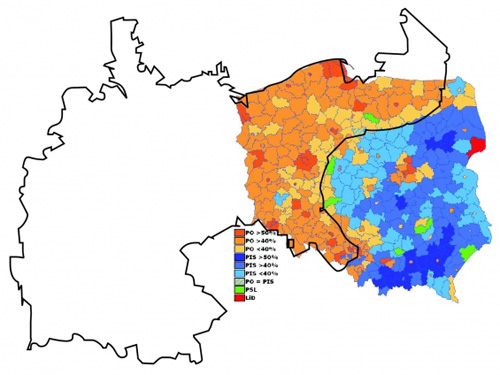
Выборы 2007 года в Польше и карта бывшей Германской империи.

Польша А более либеральна, и значительно терпимее относится к мигрантам и меньшинствам. Чаще всего, жители Польши А, голосуют за левые партии. В свою очередь Польша Б более консервативна, и агрессивнее относится к современным тенденциям, отдавая свое предпочтение традиционным ценностям и консервативным партиям. Поэтому, разделение страны можно рассматривать как аналог «Синих»/«Красных» (республиканских/демократических) штатов США (где Польша А соответствует «демократическим» штатам, а Польша Б — республиканским, «красным»); проводятся также параллели с индустриальной Восточной и аграрной Западной частями Украины, Осси и Весси в Германии.